# Марк Валерий Брадуа Маврик
Марк Валерий Брадуа (също Брадуаний) Маврик (на латински: Marcus Valerius Bradua (Braduanius) Mauricus) e политик и сенатор на Римската империя през края на 2 век и началото на 3 век.

## Биография
Брадуа произлиза от Лигурия и е син на Марк Валерий Брадуа Клавдиан (суфектконсул около 172 г.).
През 191 г. Брадуа е консул заедно с Попилий Педон Апрониан. След това през 191 г. като operum publicorum curator отговаря за всички обществени строежи и като curator aquarum за градските водни канали (191 – 197?). През 197 г. Брадуа e censitor в провинция Аквитания. През 206 г. е проконсул на провинция Африка.